# اتیونامید
اتیونامید (به انگلیسی: Ethionamide)دارویی است که برای تمام موارد سلهای ریوی و سلهای خارج ریوی استعمال می‌شود. مصرف این دارو برای بزرگسالان روزی ۱ تا ۴ قرص و برای خردسالان ۲۰ میلی‌گرم برای هر کیلو وزن بدن در روز است.

## ملاحظات
این دارو باید با سایر داروهای ضد سل مصرف شود.